# Mataparent dels Emilis
El mataparent dels Emilis (Baorangia emileorum) és una espècie de mataparent del grup dels mataparents butiroides. Pertany a la família de les boletàcies, de l’ordre de les boletals. És de talla robusta, de color vermelló a granat i de cama puntejada de vermell

## Taxonomia
Baorangia emileorum va ser descrita l'any 1914 com Boletus emilei per Maurice Barbier i dedicada, a la vegada, al micòleg Émile Boudier i al president de la Société Mycologique de la Côte d’Or, Émile Boirac.
Bertolini i Simonini (2013) sinonimitzen Boletus spretus a Baorangia emilei.

## Descripció
Bolet gregari, tot i que variable, ja que hi ha exemplars solitaris i altres en flotes; robust; barrets de fins a 15 cm de diàmetre; barret hemisfèric en el jove, més tard convex i finalment aplanat; color de vermelló a carmí o granat, coloració irregular, amb zones més fosques, gairebé negres; blau fosc al frec; superfície seca; lleugerament vellutada, en els exemplars adults pot esdevenir Ilisa; marge excedent; his; d’ondulat a lobulat.
Tubs molt decurrents sobre la cama; estrets; molt curts, de 4-8 mm; de groc pàl·lid a groc olivaci; blavegen al tall; porus de groc pàl·lid a groc olivaci; molt fins; blaus al frec.
Cama curta; sòlida; cilíndrica, engruixida però aprimada cap al peu; robusta; de cremosa a groga, però puntejada de roig, molt densament cap al peu; blaveja al tacte.
Carn compacta en el jove, molla en l’adult; cremosa en el barret, sovint groc clar a la cama, de color roig sota la cutícula; que vira a blau pàl·lid al tall de manera lenta , més evident en el barret i el peu; olor i tast poc característic

## Distribució i hàbitat
Rar; des de finals d’estiu a principis de tardor; sobre terrenys àcids a neutres; espècie termòfila, apareix primordialment en ambients mediterranis, des de la muntanya mitjana fins a la plana i litoral; sempre vora planifolis, sovint castanyer, amb menys freqüència alzina, alzina surera, roures (en especial, roure reboll), castanyer, avellaner, trèmol i faig

## Comentaris
Carn i superfícies + I: Negatiu.
El gènere Baorangia difereix de tots els gèneres de boletàcies per tenir l'esponja molt prima (de 1/3—1/5 vegades de la carn del barret mesurada a la meitat de la distancia entre el centre del barret i el marge) amb tubs i porus grocs que es tenyeixen de blau al frec.
El mataparent dels Emilis es caracteritza macroscòpicament per l'aspecte robust, barret vermell purpuri i de marge de sinuós a ondulat, una cama sòlida i gairebé coberta completament per granulacions del color del barret sobre un fons groc i la carn que vira a blau al tall o frec
A diferència del mataparent dels Emilis el mataparent perfumat (Lanmaoa fragrans) te un color de barret més brunenc i la carn és perfumada, afruitada
.

## Comestibilitat
Comestible; la baixa freqüència en que es pot trobar indueix a recomanar que no es culli.